# Représentations diplomatiques en Autriche

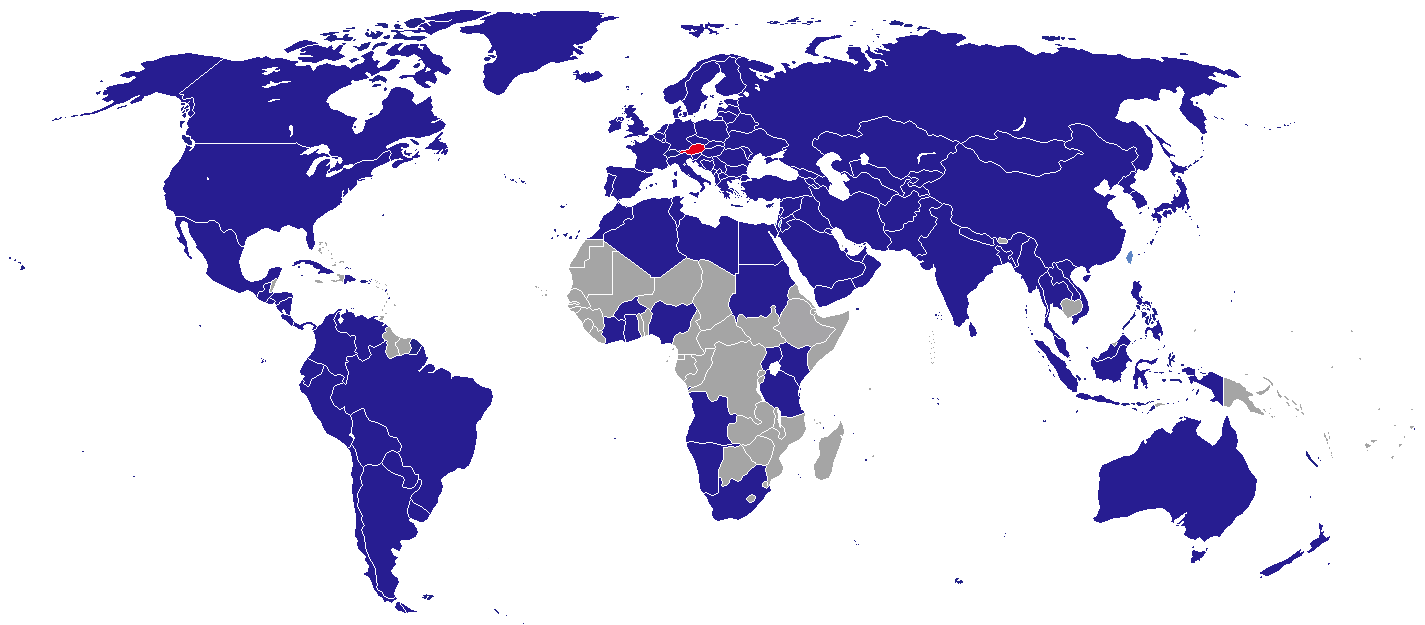
Carte des missions diplomatiques en Autriche

Les représentations diplomatiques en Autriche sont actuellement au nombre de 122. Il existe de nombreuses délégations et bureaux de représentations des organisations internationales et d'entités infranationales dans la capitale Vienne.

## Ambassades à Vienne
| - Afghanistan - Albanie - Algérie - Andorre - Angola - Argentine - Arménie - Australie - Azerbaïdjan - Bangladesh - Biélorussie - Belgique - Bolivie - Bosnie-Herzégovine - Brésil - Bulgarie - Burkina Faso - Canada - Chili - Chine - Colombie - Costa Rica - Croatie - Cuba - Chypre - Tchéquie - Danemark - République dominicaine - Équateur - Égypte | - Salvador - Estonie - Finlande - France - Géorgie - Allemagne - Grèce - Guatemala - Vatican - Honduras - Hongrie - Inde - Indonésie - Iran - Irak - Irlande - Israël - Italie - Côte d'Ivoire - Japon - Jordanie - Kazakhstan - Kenya - Koweït - Kirghizistan - Laos - Lettonie - Liban - Libye | - Liechtenstein - Lituanie - Luxembourg - Malaisie - Malte - Mexique - Moldavie - Mongolie - Monténégro - Maroc - Birmanie - Namibie - Népal - Pays-Bas - Nouvelle-Zélande - Nicaragua - Nigeria - Corée du Nord - Macédoine du Nord - Norvège - Oman - Pakistan - Panama - Paraguay - Pérou - Philippines - Pologne - Portugal - Qatar - Roumanie | - Russie - Saint-Marin - Arabie saoudite - Serbie - Slovaquie - Slovénie - Afrique du Sud - Corée du Sud - Espagne - Sri Lanka - Soudan - Suède - Suisse - Syrie - Tadjikistan - Thaïlande - Tunisie - Turquie - Turkménistan - Ukraine - Émirats arabes unis - Royaume-Uni - États-Unis - Uruguay - Ouzbékistan - Venezuela - Viêt Nam - Yémen |